# 틸트 (벨기에)

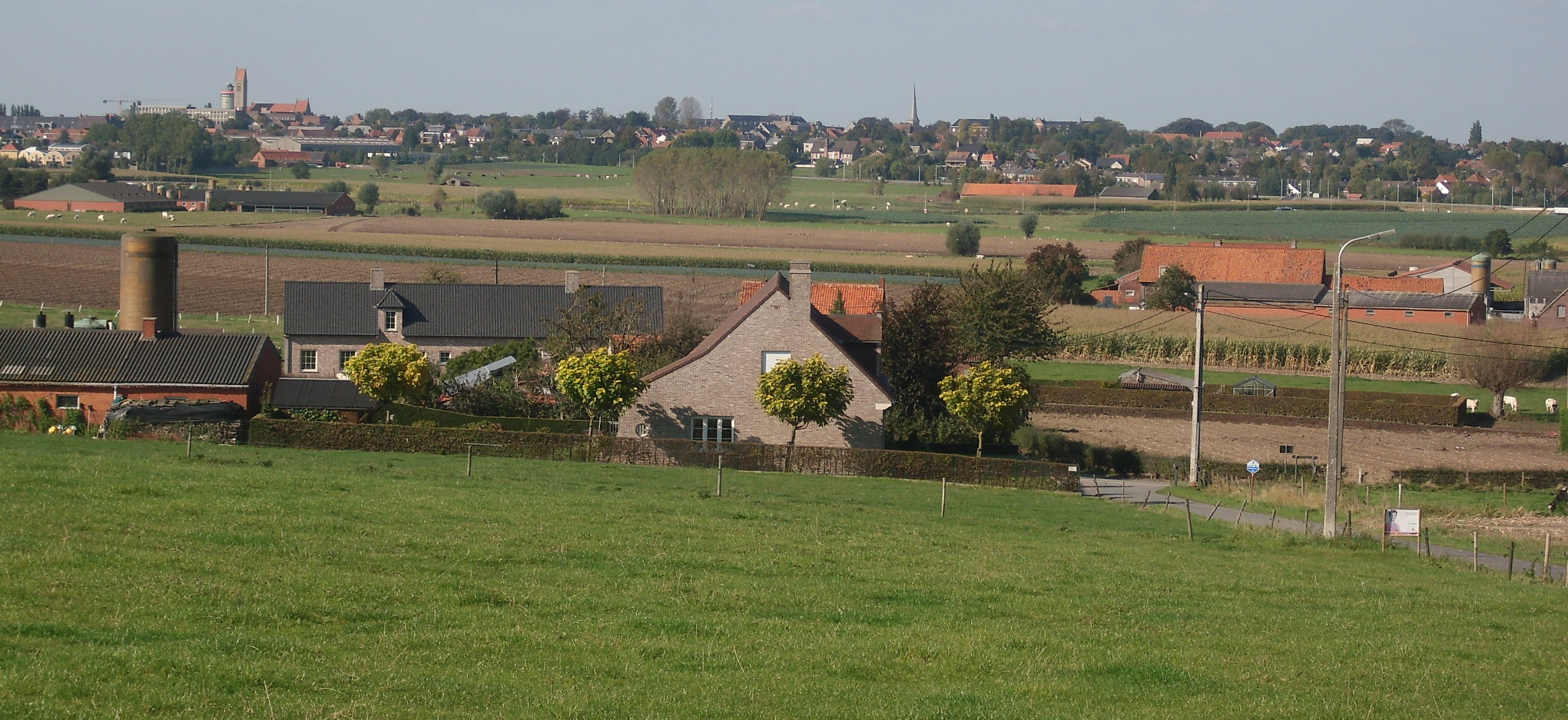
틸트

틸트(네덜란드어: Tielt)는 벨기에 플랑드르 지역 베스트플란데런주에 위치한 도시로 면적은 68.50km2, 인구는 20,159명(2016년 1월 1일 기준), 인구 밀도는 290명/km2이다.

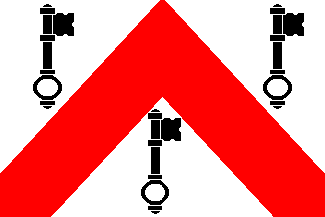
시기
시 문장